# James Inglis
Pour les articles homonymes, voir Inglis.
James Inglis (né vers 1922 en Écosse et mort le 8 mai 1951 à Manchester) est un Britannique exécuté pour meurtre en 1951, à l'âge de 29 ans. Il est connu pour la rapidité de son procès et surtout pour la rapidité de son exécution.

## Meurtre et procès
James Inglis, né en Écosse vers 1922, est arrêté le 1er février 1951 à Hull pour avoir étranglé une prostituée de 50 ans, Alice Morgan, en raison d'une querelle de paiement. Au cours de son procès, il plaide la folie mais ne parvient pas à convaincre le jury. La thèse du meurtre est retenue et le juge Benjamin Ormerod (en) annonce le 10 avril 1951 la sentence de la peine de mort par pendaison. Inglis est emprisonné à la prison dite « Strangeways », à Manchester en attendant son exécution.
Il ne fait pas appel. Après 18 jours (formellement après le passage de trois dimanches, conformément à la loi), son exécution est programmée. Emprisonné le vendredi 20 avril, il est pendu le mardi 8 mai.

## Exécution
Le matin du 8 mai 1951, le bourreau Albert Pierrepoint et son assistant Syd Dernley escortent Inglis de sa cellule jusqu'à la potence immédiatement adjacente et le pendent sans délai. Il s'agit de la pendaison la plus rapide de l'histoire du Royaume-Uni. Il s'écoule seulement sept secondes entre l'ouverture de la porte de la cellule de James Inglis et le basculement de la trappe de la potence sous ses pieds. L'assistant du bourreau déclarera plus tard que le gardien de la prison ayant demandé à Inglis de faire rapidement et sans chichi (« without fuss »), celui-ci y est allé pratiquement en courant dans le couloir[réf. non conforme],,.

## Dans la culture
L'exécution de James Inglis apparait brièvement avec un autre nom (Markovsky) dans le film Pierrepoint: Le Dernier Bourreau de 2006.